# 尹思貞
尹 思貞（いん してい、640年 - 716年）は、唐代の官僚。本貫は京兆府長安県。

## 経歴
弱冠にして明経に及第し、隆州参軍に任じられた。ときに晋安県の豪族の蒲氏が不法のかぎりを尽くして、官吏たちが掣肘できないでいた。思貞が隆州の命を受けて蒲氏を取り調べると、不正に蓄えた巨万の財産を摘発し、ついに論告して蒲氏を処刑した。官を重ねて明堂県令に転じ、善政で知られた。三度官を異動して殿中少監となり、洺州刺史を検校した。万歳通天元年（696年）、契丹の孫万栄が反乱を起こすと、思貞は河朔の動揺を鎮めるため、綏撫にあたった。
長安年間、思貞は七度官を異動して刑部侍郎となった。張昌宗の意に逆らい、定州刺史として出され、晋州刺史に転じた。ほどなく入朝して太府寺少卿となった。銀青光禄大夫の位を加えられた。自宅の敷地から古戟12本が掘り出され、まもなく門に儀礼用の戟が立てられたことから、当時の人に奇異なことと思われた。
神龍初年、大理寺卿となった。ときに武三思が権力を握り、御史大夫の李承嘉がこれに追従していた。韋月将が上書して武三思を告発したが、かえって武三思に陥れられ、中宗は韋月将を処刑しようとした。思貞はこれを強く諫めて、韋月将は杖罰のうえ嶺南に配流されることになった。武三思は官吏に命じて韋月将を非法に殺害しようとしたため、思貞はまた固くこれを争った。李承嘉は武三思の意を受けて、他事にかこつけて、思貞を朝廷に入れないようにした。思貞は「奸臣に追従して、謀反を図り、自分勝手に忠良の者を除こうとするのか」と李承嘉にいった。李承嘉は激怒して、思貞を弾劾する上奏をおこない、このため思貞は青州刺史として出された。思貞は前後して13州の刺史をつとめ、いずれも清廉簡素な統治をおこなった。
景雲元年（710年）、睿宗が即位すると、思貞は長安に召し出されて将作大匠となった。天水郡公に封じられた。ときに左僕射の竇懐貞が金仙観と玉真観を造営するために、人夫や工匠を徴発しようとすると、思貞はこれを節減させた。竇懐貞は怒って思貞を詰問したが、思貞は大土木工事を興して民衆に害を及ぼすことのほうが恥ずかしいと反論した。先天2年（713年）、御史大夫に任じられた。まもなく申王府長史を兼ね、戸部尚書となり、工部尚書に転じた。老病のため重ねて上表して致仕を請い、許された。開元4年（716年）、死去した。享年は77。黄門監の位を追贈された。諡は簡といった。

## 伝記資料
- 『旧唐書』巻100 列伝第50
- 『新唐書』巻128 列伝第53